# جيدو بونتيكورفو
جيدو بونتيكورفو (بالإيطالية: Guido Pontecorvo)‏ (29 نوفمبر 1907–25 سبتمبر 1999) هو عالم وراثة إيطالي.